# Vrije Bijbelonderzoekers

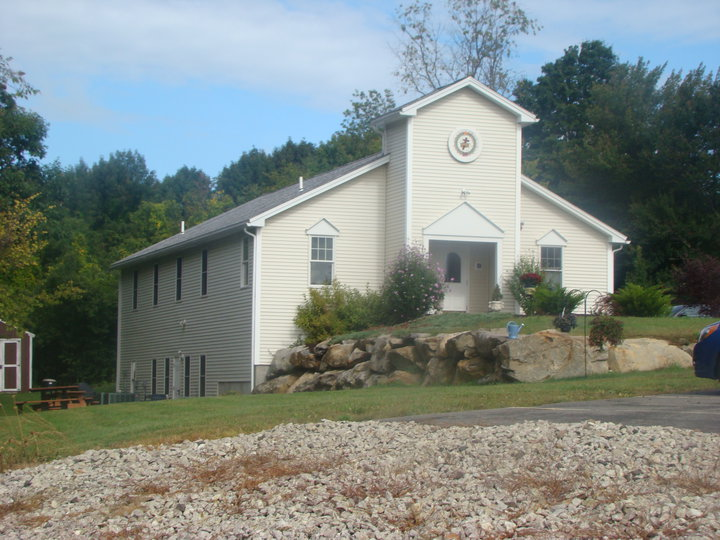
Vrije Bijbelonderzoekers komen bijeen in gebouwen die zij kerk of ecclesia noemen, zoals dit voorbeeld in Somersworth, New Hampshire, Verenigde Staten

De Vrije Bijbelonderzoekers (Engels: Free Bible Students) zijn leden van een aan het protestantisme verwante, fundamentalistische en millennialistische geloofsgemeenschap. Vrije Bijbelonderzoekers geloven dat de Bijbel het onfeilbare Woord van God is. Zij beschouwen de 66 boeken van de protestantse canon als door God geïnspireerd en als absolute waarheid. Bij interpretatie ervan hanteren zij het principe: letterlijk waar mogelijk, symbolisch waar het niet anders kan.
De beweging spruit voort uit de stroming van de Bible Students (Bijbelonderzoekers), die eind 19e eeuw in de Verenigde Staten werd gestart door Charles Taze Russell. Uit dezelfde stroming ontstond de geloofsgemeenschap van Jehova's getuigen.
In tegenstelling tot de Ernstige Bijbelonderzoekers wijzen zij de meeste geschriften van Russell af als valse leer. Om zich te onderscheiden van de overige afsplitsingen, gebruiken zij de benaming 'vrij', vooral ook om aan te geven dat zij niet de leer van een man of organisatie volgen.

## Geschiedenis
In 1907 benadrukte Russell, de stichter van de Bible Students, meer expliciet zijn opvatting dat christenen niet onderworpen waren aan het 'Nieuwe Verbond', maar dat het Nieuwe Verbond nog toekomstig was en zou worden gesloten tussen God en de natie Israël om zijn voornemens aan de wereld te onderwijzen. De controverse die hierover ontstond (en enkele andere onderwerpen) leidde in 1909 tot het vertrek van sommige aanhangers van de leer van Russell. Zij groepeerden zich tot de New Covenant Bible Students (Nieuwe Verbond Bijbelonderzoekers).
M.L. McPhail, een pelgrim van de Chicago Bible Students distantieerde zich in die periode ook van de beweging van Russell, leidde de beweging van de New Covenant Bible Students in de Verenigde Staten en vestigde de New Covenant Believers in 1909.
Eveneens in 1928 onttrok de Italian Bible Students Association in Hartford, Connecticut, onder leiding van Gaetano Boccaccio, hun steun aan het Wachttorengenootschap en veranderde hun naam in de Millennial Bible Students Church, daarna in Christian Millennial Fellowship, Inc.. In 1940 begon Boccaccio met het uitgeven van het tijdschrift New Creation en bleef dit doen tot aan zijn dood in de vroege jaren 1990. Het tijdschrift wordt nog altijd uitgegeven door de Christian Millennial Fellowship, geleid door Elmer Weeks in New Jersey. De Christian Millennial Fellowship is een wettelijke corporatie die wordt gebruikt door de Vrije Bijbelonderzoekers.